# Əlham Nağıyev
Əlham Nağıyev (* 22. November 2002) ist ein aserbaidschanischer Leichtathlet, der sich auf den Sprint spezialisiert hat. Aktuell ist sie Inhaberin des Landesrekordes im 400-Meter-Lauf.

## Sportliche Laufbahn
Erste internationale Erfahrungen sammelte Əlham Nağıyev beim Europäischen Olympischen Jugendfestival (EYOF) 2019 in Baku, bei dem er mit der aserbaidschanischen Medley Staffel (1000 Meter) mit 1:58,75 min im Vorlauf ausschied. 2022 schied er bei den Islamic Solidarity Games in Konya mit 21,32 s im Halbfinale im 200-Meter-Lauf aus und kam über 100 Meter mit 10,57 s nicht über die Vorrunde hinaus. 2025 wurde er bei der 3. Liga der Team-Europameisterschaft in Maribor in 10,42 s und 20,75 s je Erster über 100 und 200 Meter und gelangte mit der 4-mal-100-Meter-Staffel mit 41,82 s auf Rang drei im A-Lauf. Anschließend siegte er bei den Balkan-Meisterschaften in Volos in 20,70 s über 200 Meter und belegte im 100-Meter-Lauf in 10,43 s den siebten Platz. 
In den Jahren von 2021 bis 2023 sowie 2025 wurde Nağıyev aserbaidschanischer Meister im 100-Meter-Lauf sowie 2022, 2023 und 2025 auch über 200 Meter und 2023 in der 4-mal-100-Meter-Staffel. Zudem wurde er 2023 und 2024 Hallenmeister im 60-Meter-Lauf sowie 2022 und 2024 über 200 Meter.

## Persönliche Bestleistungen
- 100 Meter: 10,42 s (+0,2 m/s), 24. Juni 2025 in Maribor
  - 60 Meter (Halle): 6,93 s, 17. Februar 2023 in Baku
- 200 Meter: 20,70 s (+0,9 m/s), 27. Juli 2025 in Volos
  - 200 Meter (Halle): 21,87 s, 27. Januar 2024 in Baku